# Кривая Лука (Ростовская область)
Кривая Лука — хутор в Усть-Донецком районе Ростовской области.
Входит в состав Верхнекундрюченского сельского поселения.

## География
Хутор Кривая Лука расположен вдоль берега реки Кундрючья. Это название произошло из-за своеобразной крутизны реки, которая начинает свои изгибы в 234 метрах от моста в хуторе Мостовой.

### Улицы
- ул. Донская
- ул. Островского
- ул. Первомайская

## История
Находясь в составе Области Войска Донского, в хуторе существовала Иоанно-Богословская церковь.
В Кривой Луке при въезде на Первомайскую улицу, возведен курган, посвященный Русско-Японской войне (1904—1905 годов).

## Население
| 2010 |
| ---- |
| 303  |